# Казанский, Анатолий Анатольевич
Каза́нский Анато́лий Анато́льеви́ч (1899, Кострома, Российская империя — 1991) — советский и югославский хирург, учёный. Главный хирург Карельского фронта. В 1944—1945 годах был главным хирургом-советником Народно-освободительной армии Югославии. Занимал научно-педагогические должности в Военно-медицинской академии и Ленинградском государственном университете.

## Биография

### Ранние годы
Родился в 1899 году в Костроме, окончил Военно-медицинскую академию. Служил дивизионным врачом, хирургом в больнице, начальником хирургического отделения больницы. Работал преподавателем Куйбышевской Военно-медицинской академии.

### Хирург Великой Отечественной войны
Приказ народного комиссара обороны СССР от 9 мая 1941 года ввел институт главных хирургов фронтов. Анатолий Казанский стал главным военным хирургом Карельского фронта.
Казанский в Великую Отечественную войну служил главным хирургом 58-й армии (затем на той же должности в переформированной из 58-й армии 3-й танковой армии), главным хирургом Карельского фронта. Звание — полковник медицинской службы.

### Организатор военной медицины в титовской Югославии
В сентябре 1944 года на остров Вис через Бари прибыла советская медицинская миссия полковника Анатолия Казанского (16 врачей и 13 медсестер). С сентября 1944 года по октябрь 1945 года Казанский был главным хирургом-советником Югославии.
Казанский произвел благоприятное впечатление на начальника Санитарного управления Верховного штаба Народно-освободительной армии Югославии Гойко Николиша.
Советская медицинская миссия настаивала на введении в партизанскую медицину ряда новшеств:
- Точное ведение медицинской документации;
- Точная техническая организация перевязочных, пунктов медицинской помощи и операционных залов;
- Соблюдение утвержденных профессиональных правил.

Казанский способствовал учреждению журнала «Войносанитетски преглед» («Военно-медицинский обзор»), первый номер которого вышел в Висе в сентябре 1944 года. Для этого журнала Казанский написал статью по военно-полевой хирургии.
Санитарное управление Верховного штаба Народно-освободительной армии Югославии было реформировано по совету Казанского. По советским рекомендациям в составе Санитарного управления создали отделы:
- Медицинской эвакуации;
- Гигиены и эпидемиологии;
- По работе с личным составом.

### После войны
После войны до выхода на пенсию в 1961 году Казанский занимал научно-преподавательские должности в Военно-медицинской академии. Затем до 1972 года занимал научно-преподавательские должности в Ленинградском государственном университете. Написал несколько десятков работ и справочников по военно-полевой хирургии.
Анатолий Казанский умер в 1991 году.